# Northwood Headquarters

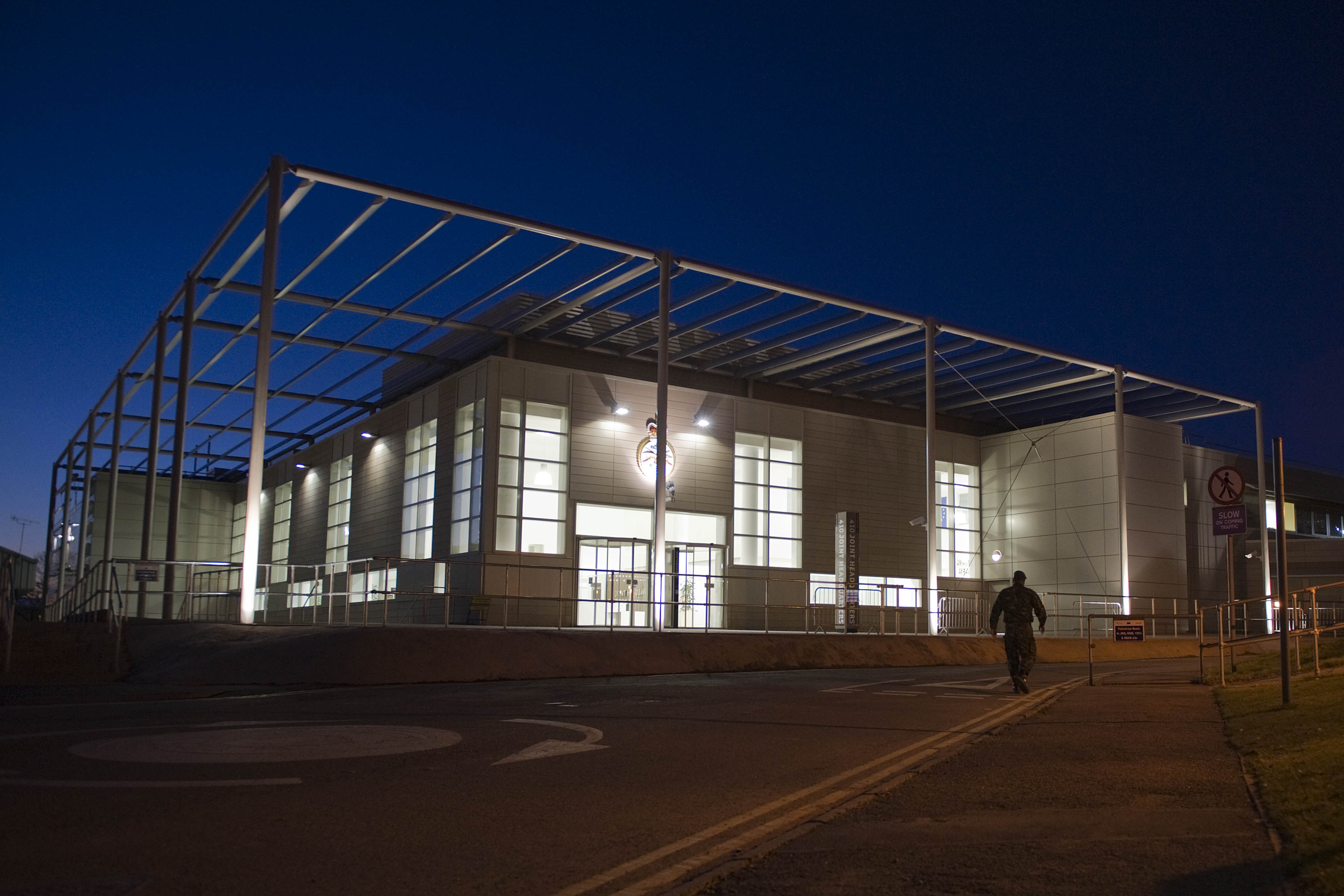
Northwood Headquarters

Northwood Headquarters is een militair hoofdkwartier van de British Armed Forces in Eastbury (Hertfordshire) nabij de Londense buitenwijk Hillingdon. Het is de thuisbasis van drie commandoposten van de Britse strijdkrachten en de NAVO: Permanent Joint Headquarters, Commander in Chief Fleet en de NATO Regional Command, Allied Maritime Component Command Northwood.